# ناخدای دانوب
رمان ناخدای دانوب (به فرانسوی: Capitaine Danube) از آثار پلیسی و در عین حال تاریخی ژول ورن محسوب می‌شود. حوادث این کتاب، در بحبوحه جنگ‌هایی رخ می‌دهد که در قرن نوزده در کشورهای دولت عثمانی، نظیر بلغارستان، صربستان و همچنین کشور روسیه در حال وقوع بود.
این کتاب قدرت ژول ورن را در نوشتن آثار پلیسی نشان می‌دهد. ناخدای دانوب برای اولین بار در ایران، با ترجمه‌ی فروردین پارسای و از سوی نشر دبیر به چاپ رسید‌.

## دربارهٔ کتاب
رودخانه دانوب که از چندین کشور اروپایی می‌گذرد و آن‌ها را سیراب می‌کند، شاهد جنگ‌های ناخواسته‌است که بر تعداد زیادی از این کشورها تحمیل شده بود. حوادث این کتاب، در زمان جنگ روی می‌دهد و دزدان و غارتگران، با استفاده از اوضاع مغشوش آن کشورها، دست به چپاول و سایر اعمال جنایتکارانه می‌زدند و دستگاه‌های امنیتی را که در آن هنگام ضعیف شده بودند و بیشتر کارکنان آن به امور مربوط به جنگ می‌پرداختند، با مشکلاتی بسیار زیاد و از جهاتی لاینحل مواجه می‌ساختند.
کرجی ماهیگیری کوچکی که ناخدای آن لادکو نام دارد، همراه با سرنشین دیگری که کارآگاهی مشهور و زیرک است، در رودخانه دانوب حرکت می‌کند.
لادکو یکی از ماهیگیران زبده‌ای است که موفق به فتح مسابقه ماهیگیری و دریافت جایزه بزرگ مجمع ماهیگیران دانوب شده‌است.
هر چند که به ظاهر هدف یکی از سرنشینان آن کرجی از مسافرت در رودخانه دانوب، شرکت در مسابقه ماهیگیری و هدف دیگری همراهی و تشویق اوست، ولی در اصل، هر یک از آن دو سرنشین به دنبال گمشده خود هستند.
اوج هیجان داستان این کتاب، در برخوردهایی است که میان آن دو سرنشین کرجی با هم و سپس آن دو نفر با دزدان روی می‌دهد.
در این کتاب اطلاعات مفیدی در مورد تاریخچه کشورهای حوزۀ دانوب و نیز جغرافیای آن منطقه وجود دارد.